# Volta a Eslovàquia 2019
La Volta a Eslovàquia 2019, 63a edició de la Volta a Eslovàquia, es disputà entre el 18 i el 21 de setembre de 2019 sobre un recorregut de 714,9 km repartits entre cinc etapes. La cursa formava part del calendari de l'UCI Europa Tour 2019, amb una categoria 2.1.
El vencedor final fou el belga Yves Lampaert (Deceuninck-Quick Step), mentre Arnaud Démare i Stefan Küng, ambdós del Groupama-FDJ, completaren el podi.

## Equips
L'organització convidà a prendre part en la cursa a quinze equips UCI WorldTeams, tres equips continentals professionals i quatre equips continentals:
| WorldTeams (5)- Bora-hansgrohe - CCC Team - Deceuninck-Quick Step - Groupama-FDJ - UAE Team Emirates Equips continentals professionals (8)- Androni Giocattoli-Sidermec - Delko-Marseille Provence - Gazprom-RusVelo - Israel Cycling Academy - Riwal Readynez - Roompot-Charles - Team Novo Nordisk - Wallonie Bruxelles Equips continentals (8)- Adria Mobil - Development Team Sunweb - Dukla Banská Bystrica - Elkov-Author - Pannon - Felbermayr Simplon Wels - Uno-X Norwegian Development - Voster ATS Team Equip nacional- Eslovàquia |
| |

## Etapes
| Etapa      | Data      | Ciutats d'etapa       | type                      | Distància (km) | Vencedor de l'etapa  | Líder de la general |
| ---------- | --------- | --------------------- | ------------------------- | -------------- | -------------------- | ------------------- |
| 1a A etapa | 18 de set | Bardejov – Bardejov   | etapa accidentada         | 138,2          | Alexander Kristoff   | Alexander Kristoff  |
| 1a B etapa | 18 de set | Bardejov – Bardejov   | contrarellotge individual | 7,4            | Stefan Küng          | Stefan Küng         |
| 2a etapa   | 19 de set | Bardejov – Ružomberok | etapa de mitja muntanya   | 226,6          | Eduard-Michael Grosu | Yves Lampaert       |
| 3a etapa   | 20 de set | Ružomberok – Hlohovec | etapa accidentada         | 200,6          | Arnaud Démare        | Yves Lampaert       |
| 4a etapa   | 21 de set | Hlohovec – Senica     | etapa accidentada         | 142,1          | Elia Viviani         | Yves Lampaert       |

### Etapa 1 A
| \| Classificació de l'etapa \| Classificació de l'etapa \| Classificació de l'etapa \| Classificació de l'etapa \| Classificació de l'etapa \| \| Corredor \| Corredor \| Equip \| Temps \| \| \| ------------------------ \| ------------------------ \| ------------------------ \| ------------------------ \| ------------------------ \| \| 1r \| Alexander Kristoff \| UAE Team Emirates \| 3h 21' 48" \| \| \| 2n \| Michael Mørkøv \| Deceuninck-Quick Step \| + 0" \| \| \| 3r \| Elia Viviani \| Deceuninck-Quick Step \| + 0" \| \| \| 4t \| Erik Baška \| Bora-Hansgrohe \| + 0" \| \| \| 5è \| Arnaud Démare \| Groupama-FDJ \| + 0" \| \| \| 6è \| Rudy Barbier \| Israel Cycling Academy \| + 0" \| \| \| 7è \| Emīls Liepiņš \| Wallonie Bruxelles \| + 0" \| \| \| 8è \| Andrea Peron \| Team Novo Nordisk \| + 0" \| \| \| 9è \| Boy van Poppel \| Roompot-Charles \| + 0" \| \| \| 10è \| Yves Lampaert \| Deceuninck-Quick Step \| + 0" \| \| |                    |                        |            |
| |                    |                        |            |
| Font: ProCyclingStats |                    |                        |            |
| Classificació de l'etapa |                    |                        |            |
| Corredor | Corredor           | Equip                  | Temps      |
| 1r | Alexander Kristoff | UAE Team Emirates      | 3h 21' 48" |
| 2n | Michael Mørkøv     | Deceuninck-Quick Step  | + 0"       |
| 3r | Elia Viviani       | Deceuninck-Quick Step  | + 0"       |
| 4t | Erik Baška         | Bora-Hansgrohe         | + 0"       |
| 5è | Arnaud Démare      | Groupama-FDJ           | + 0"       |
| 6è | Rudy Barbier       | Israel Cycling Academy | + 0"       |
| 7è | Emīls Liepiņš      | Wallonie Bruxelles     | + 0"       |
| 8è | Andrea Peron       | Team Novo Nordisk      | + 0"       |
| 9è | Boy van Poppel     | Roompot-Charles        | + 0"       |
| 10è | Yves Lampaert      | Deceuninck-Quick Step  | + 0"       |

| \| Classificació general \| Classificació general \| Classificació general \| Classificació general \| Classificació general \| \| Corredor \| Corredor \| Equip \| Temps \| \| \| --------------------- \| --------------------- \| --------------------------- \| --------------------- \| --------------------- \| \| 1r \| Alexander Kristoff \| UAE Team Emirates \| 3h 21' 42" \| \| \| 2n \| Michael Mørkøv \| Deceuninck-Quick Step \| + 2" \| \| \| 3r \| Florian Kierner \| Felbermayr Simplon Wels \| + 3" \| \| \| 4t \| Elia Viviani \| Deceuninck-Quick Step \| + 4" \| \| \| 5è \| Anders Skaarseth \| Uno-X Norwegian Development \| + 4" \| \| \| 6è \| Rasmus Bøgh Wallin \| Riwal Readynez \| + 5" \| \| \| 7è \| Erik Baška \| Bora-Hansgrohe \| + 6" \| \| \| 8è \| Arnaud Démare \| Groupama-FDJ \| + 6" \| \| \| 9è \| Rudy Barbier \| Israel Cycling Academy \| + 6" \| \| \| 10è \| Emīls Liepiņš \| Wallonie Bruxelles \| + 6" \| \| |                    |                             |            |
| |                    |                             |            |
| Font: ProCyclingStats |                    |                             |            |
| Classificació general |                    |                             |            |
| Corredor | Corredor           | Equip                       | Temps      |
| 1r | Alexander Kristoff | UAE Team Emirates           | 3h 21' 42" |
| 2n | Michael Mørkøv     | Deceuninck-Quick Step       | + 2"       |
| 3r | Florian Kierner    | Felbermayr Simplon Wels     | + 3"       |
| 4t | Elia Viviani       | Deceuninck-Quick Step       | + 4"       |
| 5è | Anders Skaarseth   | Uno-X Norwegian Development | + 4"       |
| 6è | Rasmus Bøgh Wallin | Riwal Readynez              | + 5"       |
| 7è | Erik Baška         | Bora-Hansgrohe              | + 6"       |
| 8è | Arnaud Démare      | Groupama-FDJ                | + 6"       |
| 9è | Rudy Barbier       | Israel Cycling Academy      | + 6"       |
| 10è | Emīls Liepiņš      | Wallonie Bruxelles          | + 6"       |

### Etapa 1 B
| \| Classificació de l'etapa \| Classificació de l'etapa \| Classificació de l'etapa \| Classificació de l'etapa \| Classificació de l'etapa \| \| Corredor \| Corredor \| Equip \| Temps \| \| \| ------------------------ \| ------------------------ \| ------------------------ \| ------------------------ \| ------------------------ \| \| 1r \| Stefan Küng \| Groupama-FDJ \| 9' 04" \| \| \| 2n \| Yves Lampaert \| Deceuninck-Quick Step \| + 3" \| \| \| 3r \| Bob Jungels \| Deceuninck-Quick Step \| + 8" \| \| \| 4t \| Kamil Gradek \| CCC Team \| + 10" \| \| \| 5è \| Matthias Brändle \| Israel Cycling Academy \| + 12" \| \| \| 6è \| Tom Bohli \| UAE Team Emirates \| + 12" \| \| \| 7è \| Jan Bárta \| Elkov-Author \| + 15" \| \| \| 8è \| Gijs Van Hoecke \| CCC Team \| + 17" \| \| \| 9è \| Erik Baška \| Bora-Hansgrohe \| + 23" \| \| \| 10è \| Arnaud Démare \| Groupama-FDJ \| + 23" \| \| |                  |                        |        |
| |                  |                        |        |
| Font: ProCyclingStats |                  |                        |        |
| Classificació de l'etapa |                  |                        |        |
| Corredor | Corredor         | Equip                  | Temps  |
| 1r | Stefan Küng      | Groupama-FDJ           | 9' 04" |
| 2n | Yves Lampaert    | Deceuninck-Quick Step  | + 3"   |
| 3r | Bob Jungels      | Deceuninck-Quick Step  | + 8"   |
| 4t | Kamil Gradek     | CCC Team               | + 10"  |
| 5è | Matthias Brändle | Israel Cycling Academy | + 12"  |
| 6è | Tom Bohli        | UAE Team Emirates      | + 12"  |
| 7è | Jan Bárta        | Elkov-Author           | + 15"  |
| 8è | Gijs Van Hoecke  | CCC Team               | + 17"  |
| 9è | Erik Baška       | Bora-Hansgrohe         | + 23"  |
| 10è | Arnaud Démare    | Groupama-FDJ           | + 23"  |

| \| Classificació general \| Classificació general \| Classificació general \| Classificació general \| Classificació general \| \| Corredor \| Corredor \| Equip \| Temps \| \| \| --------------------- \| --------------------- \| ---------------------- \| --------------------- \| --------------------- \| \| 1r \| Stefan Küng \| Groupama-FDJ \| 3h 30' 52" \| \| \| 2n \| Yves Lampaert \| Deceuninck-Quick Step \| + 3" \| \| \| 3r \| Bob Jungels \| Deceuninck-Quick Step \| + 8" \| \| \| 4t \| Kamil Gradek \| CCC Team \| + 10" \| \| \| 5è \| Matthias Brändle \| Israel Cycling Academy \| + 12" \| \| \| 6è \| Tom Bohli \| UAE Team Emirates \| + 12" \| \| \| 7è \| Jan Bárta \| Elkov-Author \| + 15" \| \| \| 8è \| Gijs Van Hoecke \| CCC Team \| + 17" \| \| \| 9è \| Michael Mørkøv \| Deceuninck-Quick Step \| + 21" \| \| \| 10è \| Elia Viviani \| Deceuninck-Quick Step \| + 22" \| \| |                  |                        |            |
| |                  |                        |            |
| Font: ProCyclingStats |                  |                        |            |
| Classificació general |                  |                        |            |
| Corredor | Corredor         | Equip                  | Temps      |
| 1r | Stefan Küng      | Groupama-FDJ           | 3h 30' 52" |
| 2n | Yves Lampaert    | Deceuninck-Quick Step  | + 3"       |
| 3r | Bob Jungels      | Deceuninck-Quick Step  | + 8"       |
| 4t | Kamil Gradek     | CCC Team               | + 10"      |
| 5è | Matthias Brändle | Israel Cycling Academy | + 12"      |
| 6è | Tom Bohli        | UAE Team Emirates      | + 12"      |
| 7è | Jan Bárta        | Elkov-Author           | + 15"      |
| 8è | Gijs Van Hoecke  | CCC Team               | + 17"      |
| 9è | Michael Mørkøv   | Deceuninck-Quick Step  | + 21"      |
| 10è | Elia Viviani     | Deceuninck-Quick Step  | + 22"      |

### Etapa 2
| \| Classificació de l'etapa \| Classificació de l'etapa \| Classificació de l'etapa \| Classificació de l'etapa \| Classificació de l'etapa \| \| Corredor \| Corredor \| Equip \| Temps \| \| \| ------------------------ \| ------------------------ \| ------------------------ \| ------------------------ \| ------------------------ \| \| 1r \| Eduard-Michael Grosu \| Delko Marseille Provence \| 5h 46' 42" \| \| \| 2n \| Yves Lampaert \| Deceuninck-Quick Step \| + 0" \| \| \| 3r \| Arnaud Démare \| Groupama-FDJ \| + 0" \| \| \| 4t \| Erik Baška \| Bora-Hansgrohe \| + 0" \| \| \| 5è \| Emīls Liepiņš \| Wallonie Bruxelles \| + 0" \| \| \| 6è \| Justin Jules \| Wallonie Bruxelles \| + 0" \| \| \| 7è \| Aliaksandr Rabuixenka \| UAE Team Emirates \| + 0" \| \| \| 8è \| Kamil Gradek \| CCC Team \| + 0" \| \| \| 9è \| Boy van Poppel \| Roompot-Charles \| + 0" \| \| \| 10è \| Stefan Küng \| Groupama-FDJ \| + 0" \| \| |                       |                          |            |
| |                       |                          |            |
| Font: ProCyclingStats |                       |                          |            |
| Classificació de l'etapa |                       |                          |            |
| Corredor | Corredor              | Equip                    | Temps      |
| 1r | Eduard-Michael Grosu  | Delko Marseille Provence | 5h 46' 42" |
| 2n | Yves Lampaert         | Deceuninck-Quick Step    | + 0"       |
| 3r | Arnaud Démare         | Groupama-FDJ             | + 0"       |
| 4t | Erik Baška            | Bora-Hansgrohe           | + 0"       |
| 5è | Emīls Liepiņš         | Wallonie Bruxelles       | + 0"       |
| 6è | Justin Jules          | Wallonie Bruxelles       | + 0"       |
| 7è | Aliaksandr Rabuixenka | UAE Team Emirates        | + 0"       |
| 8è | Kamil Gradek          | CCC Team                 | + 0"       |
| 9è | Boy van Poppel        | Roompot-Charles          | + 0"       |
| 10è | Stefan Küng           | Groupama-FDJ             | + 0"       |

| \| Classificació general \| Classificació general \| Classificació general \| Classificació general \| Classificació general \| \| Corredor \| Corredor \| Equip \| Temps \| \| \| --------------------- \| --------------------- \| ---------------------- \| --------------------- \| --------------------- \| \| 1r \| Yves Lampaert \| Deceuninck-Quick Step \| 9h 17' 31" \| \| \| 2n \| Stefan Küng \| Groupama-FDJ \| + 3" \| \| \| 3r \| Kamil Gradek \| CCC Team \| + 13" \| \| \| 4t \| Bob Jungels \| Deceuninck-Quick Step \| + 20" \| \| \| 5è \| Tom Bohli \| UAE Team Emirates \| + 21" \| \| \| 6è \| Arnaud Démare \| Groupama-FDJ \| + 22" \| \| \| 7è \| Matthias Brändle \| Israel Cycling Academy \| + 24" \| \| \| 8è \| Gijs Van Hoecke \| CCC Team \| + 26" \| \| \| 9è \| Erik Baška \| Bora-Hansgrohe \| + 26" \| \| \| 10è \| Jan Bárta \| Elkov-Author \| + 27" \| \| |                  |                        |            |
| |                  |                        |            |
| Font: ProCyclingStats |                  |                        |            |
| Classificació general |                  |                        |            |
| Corredor | Corredor         | Equip                  | Temps      |
| 1r | Yves Lampaert    | Deceuninck-Quick Step  | 9h 17' 31" |
| 2n | Stefan Küng      | Groupama-FDJ           | + 3"       |
| 3r | Kamil Gradek     | CCC Team               | + 13"      |
| 4t | Bob Jungels      | Deceuninck-Quick Step  | + 20"      |
| 5è | Tom Bohli        | UAE Team Emirates      | + 21"      |
| 6è | Arnaud Démare    | Groupama-FDJ           | + 22"      |
| 7è | Matthias Brändle | Israel Cycling Academy | + 24"      |
| 8è | Gijs Van Hoecke  | CCC Team               | + 26"      |
| 9è | Erik Baška       | Bora-Hansgrohe         | + 26"      |
| 10è | Jan Bárta        | Elkov-Author           | + 27"      |

### Etapa 3
| \| Classificació de l'etapa \| Classificació de l'etapa \| Classificació de l'etapa \| Classificació de l'etapa \| Classificació de l'etapa \| \| Corredor \| Corredor \| Equip \| Temps \| \| \| ------------------------ \| ------------------------ \| ------------------------ \| ------------------------ \| ------------------------ \| \| 1r \| Arnaud Démare \| Groupama-FDJ \| 4h 39' 09" \| \| \| 2n \| Aliaksandr Rabuixenka \| UAE Team Emirates \| + 2" \| \| \| 3r \| Alexander Kristoff \| UAE Team Emirates \| + 2" \| \| \| 4t \| Stefan Küng \| Groupama-FDJ \| + 5" \| \| \| 5è \| Yves Lampaert \| Deceuninck-Quick Step \| + 5" \| \| \| 6è \| Lukas Pöstlberger \| Bora-Hansgrohe \| + 5" \| \| \| 7è \| Tom Bohli \| UAE Team Emirates \| + 5" \| \| \| 8è \| Charles Planet \| Team Novo Nordisk \| + 5" \| \| \| 9è \| Gijs Van Hoecke \| CCC Team \| + 5" \| \| \| 10è \| Kamil Gradek \| CCC Team \| + 5" \| \| |                       |                       |            |
| |                       |                       |            |
| Font: ProCyclingStats |                       |                       |            |
| Classificació de l'etapa |                       |                       |            |
| Corredor | Corredor              | Equip                 | Temps      |
| 1r | Arnaud Démare         | Groupama-FDJ          | 4h 39' 09" |
| 2n | Aliaksandr Rabuixenka | UAE Team Emirates     | + 2"       |
| 3r | Alexander Kristoff    | UAE Team Emirates     | + 2"       |
| 4t | Stefan Küng           | Groupama-FDJ          | + 5"       |
| 5è | Yves Lampaert         | Deceuninck-Quick Step | + 5"       |
| 6è | Lukas Pöstlberger     | Bora-Hansgrohe        | + 5"       |
| 7è | Tom Bohli             | UAE Team Emirates     | + 5"       |
| 8è | Charles Planet        | Team Novo Nordisk     | + 5"       |
| 9è | Gijs Van Hoecke       | CCC Team              | + 5"       |
| 10è | Kamil Gradek          | CCC Team              | + 5"       |

| \| Classificació general \| Classificació general \| Classificació general \| Classificació general \| Classificació general \| \| Corredor \| Corredor \| Equip \| Temps \| \| \| --------------------- \| --------------------- \| --------------------------- \| --------------------- \| --------------------- \| \| 1r \| Yves Lampaert \| Deceuninck-Quick Step \| 13h 56' 45" \| \| \| 2n \| Stefan Küng \| Groupama-FDJ \| + 3" \| \| \| 3r \| Arnaud Démare \| Groupama-FDJ \| + 7" \| \| \| 4t \| Kamil Gradek \| CCC Team \| + 13" \| \| \| 5è \| Tom Bohli \| UAE Team Emirates \| + 21" \| \| \| 6è \| Matthias Brändle \| Israel Cycling Academy \| + 24" \| \| \| 7è \| Gijs Van Hoecke \| CCC Team \| + 26" \| \| \| 8è \| Lukas Pöstlberger \| Bora-Hansgrohe \| + 34" \| \| \| 9è \| Aliaksandr Rabuixenka \| UAE Team Emirates \| + 37" \| \| \| 10è \| Torjus Sleen \| Uno-X Norwegian Development \| + 40" \| \| |                       |                             |             |
| |                       |                             |             |
| Font: ProCyclingStats |                       |                             |             |
| Classificació general |                       |                             |             |
| Corredor | Corredor              | Equip                       | Temps       |
| 1r | Yves Lampaert         | Deceuninck-Quick Step       | 13h 56' 45" |
| 2n | Stefan Küng           | Groupama-FDJ                | + 3"        |
| 3r | Arnaud Démare         | Groupama-FDJ                | + 7"        |
| 4t | Kamil Gradek          | CCC Team                    | + 13"       |
| 5è | Tom Bohli             | UAE Team Emirates           | + 21"       |
| 6è | Matthias Brändle      | Israel Cycling Academy      | + 24"       |
| 7è | Gijs Van Hoecke       | CCC Team                    | + 26"       |
| 8è | Lukas Pöstlberger     | Bora-Hansgrohe              | + 34"       |
| 9è | Aliaksandr Rabuixenka | UAE Team Emirates           | + 37"       |
| 10è | Torjus Sleen          | Uno-X Norwegian Development | + 40"       |

### Etapa 4
| \| Classificació de l'etapa \| Classificació de l'etapa \| Classificació de l'etapa \| Classificació de l'etapa \| Classificació de l'etapa \| \| Corredor \| Corredor \| Equip \| Temps \| \| \| ------------------------ \| ------------------------ \| --------------------------- \| ------------------------ \| ------------------------ \| \| 1r \| Elia Viviani \| Deceuninck-Quick Step \| 4h 39' 09" \| \| \| 2n \| Arnaud Démare \| Groupama-FDJ \| + 0" \| \| \| 3r \| Alexander Kristoff \| UAE Team Emirates \| + 0" \| \| \| 4t \| Erik Baška \| Bora-Hansgrohe \| + 0" \| \| \| 5è \| Matteo Pelucchi \| Androni Giocattoli-Sidermec \| + 0" \| \| \| 6è \| Rudy Barbier \| Israel Cycling Academy \| + 0" \| \| \| 7è \| Emīls Liepiņš \| Wallonie Bruxelles \| + 0" \| \| \| 8è \| Michael Mørkøv \| Deceuninck-Quick Step \| + 0" \| \| \| 9è \| Gijs Van Hoecke \| CCC Team \| + 0" \| \| \| 10è \| Nicolai Brøchner \| Riwal Readynez \| + 0" \| \| |                    |                             |            |
| |                    |                             |            |
| Font: ProCyclingStats |                    |                             |            |
| Classificació de l'etapa |                    |                             |            |
| Corredor | Corredor           | Equip                       | Temps      |
| 1r | Elia Viviani       | Deceuninck-Quick Step       | 4h 39' 09" |
| 2n | Arnaud Démare      | Groupama-FDJ                | + 0"       |
| 3r | Alexander Kristoff | UAE Team Emirates           | + 0"       |
| 4t | Erik Baška         | Bora-Hansgrohe              | + 0"       |
| 5è | Matteo Pelucchi    | Androni Giocattoli-Sidermec | + 0"       |
| 6è | Rudy Barbier       | Israel Cycling Academy      | + 0"       |
| 7è | Emīls Liepiņš      | Wallonie Bruxelles          | + 0"       |
| 8è | Michael Mørkøv     | Deceuninck-Quick Step       | + 0"       |
| 9è | Gijs Van Hoecke    | CCC Team                    | + 0"       |
| 10è | Nicolai Brøchner   | Riwal Readynez              | + 0"       |

## Classificació final
| \| Classificació general \| Classificació general \| Classificació general \| Classificació general \| Classificació general \| \| Corredor \| Corredor \| Equip \| Temps \| \| \| --------------------- \| --------------------- \| ---------------------- \| --------------------- \| --------------------- \| \| 1r \| Yves Lampaert \| Deceuninck-Quick Step \| 17h 14' 21" \| \| \| 2n \| Arnaud Démare \| Groupama-FDJ \| + 1" \| \| \| 3r \| Stefan Küng \| Groupama-FDJ \| + 3" \| \| \| 4t \| Kamil Gradek \| CCC Team \| + 17" \| \| \| 5è \| Tom Bohli \| UAE Team Emirates \| + 21" \| \| \| 6è \| Gijs Van Hoecke \| CCC Team \| + 26" \| \| \| 7è \| Matthias Brändle \| Israel Cycling Academy \| + 28" \| \| \| 8è \| Lukas Pöstlberger \| Bora-Hansgrohe \| + 34" \| \| \| 9è \| Erik Baška \| Bora-Hansgrohe \| + 40" \| \| \| 10è \| Aliaksandr Rabuixenka \| UAE Team Emirates \| + 41" \| \| |                       |                        |             |
| |                       |                        |             |
| Font: ProCyclingStats |                       |                        |             |
| Classificació general |                       |                        |             |
| Corredor | Corredor              | Equip                  | Temps       |
| 1r | Yves Lampaert         | Deceuninck-Quick Step  | 17h 14' 21" |
| 2n | Arnaud Démare         | Groupama-FDJ           | + 1"        |
| 3r | Stefan Küng           | Groupama-FDJ           | + 3"        |
| 4t | Kamil Gradek          | CCC Team               | + 17"       |
| 5è | Tom Bohli             | UAE Team Emirates      | + 21"       |
| 6è | Gijs Van Hoecke       | CCC Team               | + 26"       |
| 7è | Matthias Brändle      | Israel Cycling Academy | + 28"       |
| 8è | Lukas Pöstlberger     | Bora-Hansgrohe         | + 34"       |
| 9è | Erik Baška            | Bora-Hansgrohe         | + 40"       |
| 10è | Aliaksandr Rabuixenka | UAE Team Emirates      | + 41"       |

## Evolució de les classificacions
| Etapa                  | Vencedor               | Classificació general | Classificació per punts | Classificació de la muntanya | Classificació dels joves | Millor eslovac | Classificació per equips |
| ---------------------- | ---------------------- | --------------------- | ----------------------- | ---------------------------- | ------------------------ | -------------- | ------------------------ |
| 1.ª A                  | Alexander Kristoff     | Alexander Kristoff    | Alexander Kristoff      | Kenny Molly                  | Florian Kierner          | Erik Baška     | Deceuninck-Quick Step    |
| 1.ª B                  | Stefan Küng            | Stefan Küng           | Alexander Kristoff      | Kenny Molly                  | Torjus Sleen             | Erik Baška     | Deceuninck-Quick Step    |
| 2.ª                    | Eduard-Michael Grosu   | Yves Lampaert         | Alexander Kristoff      | Martin Salmon                | Torjus Sleen             | Erik Baška     | Deceuninck-Quick Step    |
| 3.ª                    | Arnaud Démare          | Yves Lampaert         | Arnaud Démare           | Martin Salmon                | Torjus Sleen             | Erik Baška     | CCC                      |
| 4.ª                    | Elia Viviani           | Yves Lampaert         | Arnaud Démare           | Martin Salmon                | Torjus Sleen             | Erik Baška     | CCC                      |
| Classificacions finals | Classificacions finals | Yves Lampaert         | Arnaud Démare           | Martin Salmon                | Torjus Sleen             | Erik Baška     | CCC                      |